# Torneo Sub-20 de la Concacaf 1980
El Torneo Sub-20 de la CONCACAF 1980 se realizó en cuatro ciudades de los Estados Unidos y contó con la participación de 18 selecciones juveniles de Norteamérica, Centroamérica y el Caribe.
México venció en la final al anfitrión  Estados Unidos para ganar el torneo, proclamándose tetracampeón y ambos clasificaron a la Copa Mundial de Fútbol Sub-20 de 1981.

## Participantes
| Región       | Equipo(s) |
| ------------ | --- |
| Caribe (CFU) | Antigua y Barbuda Barbados Bermudas Cuba República Dominicana Granada Jamaica Antillas Neerlandesas Puerto Rico Surinam Trinidad y Tobago |

| Región                   | Equipo(s)                                 |
| ------------------------ | ----------------------------------------- |
| América Central (UNCAF)  | Costa Rica El Salvador Guatemala Honduras |
| América del Norte (NAFU) | Canadá México Estados Unidos (anfitrión)  |

## Fase de grupos

### Grupo A (Los Angeles)
| País                 | J | G | E | P | GF | GC | GD | Pts |
| -------------------- | - | - | - | - | -- | -- | -- | --- |
| México               | 3 | 2 | 1 | 0 | 7  | 1  | +6 | 5   |
| Cuba                 | 3 | 1 | 1 | 1 | 3  | 3  | 0  | 3   |
| Costa Rica           | 3 | 1 | 0 | 2 | 5  | 7  | –2 | 2   |
| República Dominicana | 3 | 1 | 0 | 2 | 2  | 6  | –4 | 2   |

| Equipo 1             | Resultado | Equipo 2             |
| -------------------- | --------- | -------------------- |
| Costa Rica           | 3-1       | Cuba                 |
| República Dominicana | 0-3       | México               |
| México               | 0-0       | Cuba                 |
| República Dominicana | 2-1       | Costa Rica           |
| Cuba                 | 2-0       | República Dominicana |
| México               | 4-1       | Costa Rica           |

### Grupo B (Dallas)
| País              | J              | G              | E              | P              | GF             | GC             | GD             | Pts            |
| ----------------- | -------------- | -------------- | -------------- | -------------- | -------------- | -------------- | -------------- | -------------- |
| Canadá            | 3              | 1              | 2              | 0              | 2              | 1              | +1             | 4              |
| Guatemala         | 3              | 0              | 3              | 0              | 1              | 1              | 0              | 3              |
| Jamaica           | 3              | 0              | 3              | 0              | 0              | 0              | 0              | 3              |
| Trinidad y Tobago | 3              | 0              | 2              | 1              | 2              | 3              | –1             | 2              |
| Puerto Rico       | Descalificado1 | Descalificado1 | Descalificado1 | Descalificado1 | Descalificado1 | Descalificado1 | Descalificado1 | Descalificado1 |

1- Puerto Rico fue descalificado por alinear a jugadores no elegibles para el torneo.
| Equipo 1          | Resultado | Equipo 2          |
| ----------------- | --------- | ----------------- |
| Jamaica           | 0-0       | Trinidad y Tobago |
| Canadá            | 0-0       | Guatemala         |
| Guatemala         | 0-0       | Jamaica           |
| Trinidad y Tobago | 1-2       | Canadá            |
| Guatemala         | 1-1       | Trinidad y Tobago |
| Canadá            | 0-0       | Jamaica           |

### Grupo C (Edwardsville)
| País     | J | G | E | P | GF | GC | GD | Pts |
| -------- | - | - | - | - | -- | -- | -- | --- |
| Honduras | 3 | 2 | 1 | 0 | 4  | 1  | +3 | 5   |
| Bermudas | 3 | 2 | 0 | 1 | 8  | 5  | +3 | 4   |
| Surinam  | 3 | 1 | 0 | 2 | 4  | 2  | +2 | 2   |
| Granada  | 3 | 0 | 1 | 2 | 2  | 10 | –8 | 1   |

| Equipo 1 | Resultado | Equipo 2 |
| -------- | --------- | -------- |
| Granada  | 0-4       | Surinam  |
| Honduras | 3-1       | Bermudas |
| Bermudas | 1-0       | Surinam  |
| Granada  | 0-0       | Honduras |
| Bermudas | 6-2       | Granada  |
| Surinam  | 0-1       | Honduras |

### Grupo D (Princeton)
| País                  | J | G | E | P | GF | GC | GD  | Pts |
| --------------------- | - | - | - | - | -- | -- | --- | --- |
| Estados Unidos        | 4 | 4 | 0 | 0 | 13 | 1  | +12 | 8   |
| Antillas Neerlandesas | 4 | 3 | 0 | 1 | 8  | 6  | +2  | 6   |
| El Salvador           | 4 | 2 | 0 | 2 | 9  | 4  | +5  | 4   |
| Antigua y Barbuda     | 4 | 1 | 0 | 3 | 2  | 11 | –9  | 2   |
| Barbados              | 4 | 0 | 0 | 4 | 2  | 12 | –10 | 0   |

| Equipo 1              | Resultado | Equipo 2              |
| --------------------- | --------- | --------------------- |
| Barbados              | 0-5       | Estados Unidos        |
| El Salvador           | 5-0       | Antigua y Barbuda     |
| Estados Unidos        | 3-0       | Antillas Neerlandesas |
| Barbados              | 0-3       | El Salvador           |
| Antigua y Barbuda     | 1-0       | Barbados              |
| Antillas Neerlandesas | 2-1       | El Salvador           |
| El Salvador           | 0-2       | Estados Unidos        |
| Antigua y Barbuda     | 0-3       | Antillas Neerlandesas |
| Estados Unidos        | 3-1       | Antigua y Barbuda     |
| Antillas Neerlandesas | 3-2       | Barbados              |

## Fase final

### Cuartos de final
| Equipo 1       | Resultado | Equipo 2              |
| -------------- | --------- | --------------------- |
| Canadá         | 3-0       | Cuba                  |
| México         | 2-0       | Guatemala             |
| Honduras       | 8-1       | Antillas Neerlandesas |
| Estados Unidos | 2-1       | Bermudas              |

### Semifinales
| Equipo 1 | Resultado   | Equipo 2       |
| -------- | ----------- | -------------- |
| México   | 1-1 (4-3 p) | Canadá         |
| Honduras | 0-0 (8-9 p) | Estados Unidos |

### Final
| Equipo 1       | Resultado | Equipo 2 |
| -------------- | --------- | -------- |
| Estados Unidos | 0-2       | México   |

## Campeón
| Torneo Sub-20 de la CONCACAF 1980 |
| --------------------------------- |
| Bandera de México                 |
| México 7° Título                  |

## Clasificados al Mundial Sub-20
| - México | - Estados Unidos |